# Зейнеп Люманова
Зейнеп Люманова (крим. Zeynep Lümanova, нар. 9 травня 1918 — пом. 22 жовтня 1992) — кримськотатарська співачка, акторка театру, солістка Кримського радіокомітету (1933—1941), солістка ансамблю «Хайтарма» (1971—1976).
Зейнеп Люманову, Едіє Топчі та Сабріє Ереджепову називали «трьома соловейками».

## Біографія та кар'єра

### 1918—1943: ранні роки та робота в Кримському радіокомітеті
Народилася 9 травня 1918 року в селі Сарайли-Кият поблизу Акмесджита (Сімферополя) в родині Лемана та Нефізе Люманових. Була наймолодшою серед 10 дітей. Коли Зейнеп був рік, родина залишилася без батька.
Любов до музики Зейнеп Люманової почалася ще в дитинстві з народних пісень у виконанні музиканта Ашира-уста. В школі-інтернаті вона полюбила звучання скрипки у виконанні вчителя музики, що остаточно зміцнило її захоплення кримськотатарською народною музикою.
Згодом, з 1932 року, Зейнеп Люманова вчилася в театральній студії при Кримському державному драматичному театрі. На вступному іспиті її талант відзначили композитор Яя Шерфедінов, письменник Умер Іпчі та режисер Умар Дервішев. Після закінчення студії Люманову прийняли до ансамблю, створеному при Кримському радіокомітеті. 1933 року голос Люманової вперше зазвучав в ефірі радіокомітету — тоді їй було лише 15 років. Вона поєднувала навчання у школі з вечірніми виступами на радіо. Там вона працювала до початку нацистської окупації Криму в жовтні 1941 року. Після визволення півострова долучилася до концертної бригади, що виступала перед пораненими бійцями в госпіталях.

### 1944—1976: робота в Узбекистані, «Хайтарма»
У ніч на 18 травня 1944 року, одразу після повернення з концерту, Зейнеп Люманова разом із родиною була депортована до міста Бекабад Узбецької РСР. Там працювала на підприємстві «Фархадстрой». У різні періоди життя співачці доводилося працювати касиркою та машиністкою. Після депортації в Бекабаді також опинилася велика група кримськотатарських артистів, зокрема музикант Багауддін Аєдінов, танцюрист Шевкет Мамутов, співачка Едіє Топчі. Так, Шевкет Мамутов та Зейнеп Люманова звернулися до керівника «Фархадстроя», Акопа Саркісова, з пропозицією створити концертну бригаду з кримськотатарських артистів для виступів перед будівельниками. Через десять днів Саркісов звернувся за підтримкою до першого секретаря ЦК КП(б) Узбекистану і згодом з кримськотатарських артистів був сформований творчий колектив — саме вони зберігали кримськотатарські музичні традиції та свій національний стиль навіть у виконанні інших жанрів, зокрема турецьких та вірменських пісень.
Ансамбль «Фархадстрой» розпочав діяльність 20 червня 1944 року. У його складі виступали узбеки, таджики, уйгури та кримські татари. Репертуар ансамблю охоплював не лише естрадні виступи, а й театральні постановки. Серед них — п'єси «Фархад і Ширін», «Тагір і Зухра» (роль Зухри виконувала Зейнеп Люманова), «Аршин мал алан» (у ролі Гульчохри — також Люманова). Співачка також паралельно працювала артисткою Узбецького музично-драматичного театру.
1948 року Зейнеп Люманова, ризикуючи свободою, нелегально відвідала Крим. Того ж року брала участь у відкритті Фархадської ГЕС, де виступила з концертом для будівельників, виконуючи узбецькі й вірменські пісні.
1949 року ансамбль «Фархадстроя» був розформований. Частина артистів залишилася в Бекабаді, знайшовши нову роботу, інші ж переїхали до Янгіюля, де відкрився театр. У наступні роки Зейнеп Люманова працювала касиркою, лаборанткою, бухгалтеркою, медреєстраторкою, але продовжувала співати, брала активну участь у художній самодіяльності. 1955 року отримала грамоту Бекабадського відділу культури, а у травні 1956 року взяла участь у першій повоєнній звукозаписі в Бекабаді.
1959 року переїхала до міста Наманган. 1963 року ввійшла до складу делегації артистів Узбекистану, яка представляла республіку на Днях культури в Москві; Зейнеп Люманова дала, зокрема, сольний концерт у Зоряному містечку, де виконала пісні узбецькою, азербайджанською, вірменською, кримськотатарською та російською мовами. У ті ж роки співачка брала активну участь у кримськотатарському національному русі. 1968 року почала працювати в редакції газети «Ленин байрагъы».
У 1971—1972 роках Зейнеп Люманова знову повернулася на професійну сцену, ставши солісткою ансамблю пісні й танцю кримських татар «Хайтарма». Раніше, 1957 року, співачку вже запрошували до ансамблю, однак через сімейні обставини не змогла прийняти пропозицію. Виступала в колективі до 7 лютого 1976 року — була звільнена з ансамблю у зв'язку з виходом на пенсію, що мало негативний вплив на її здоров'я.

### Останні роки
Зейнеп Люманова перенесла мікроінфаркт, після чого її стан здоров'я погіршився. У цей період вона багато читала, подорожувала до Кавказу, на Кубань і в Крим, де зустрічалася з родичами й друзями, виступала на весіллях і зустрічах земляків. 1989 року повернулася до Криму з надією поновити творчу діяльність, але стан здоров'я не дозволив цього зробити; Люмановій довелося знову поїхати до Ташкента, де вона проходила лікування.
22 жовтня 1992 року Зейнеп Люманова померла від зупинки серця.

## Репертуар
Зейнеп Люманова зберегла й відродила багато кримськотатарських народних пісень, серед яких, зокрема «Мавилем» («Моя Мавіле»), «Акъыз, сенинъ не къазалы, не белялы башынъ бар» («Дівчино, біди ти не боїшся»), «Эм северсынъ, эм севмезсинъ» («То кохаєш, то не кохаєш»), «Къадифеден кисеси» («Кисет з оксамиту»).
Зейнеп Люманову, Едіє Топчі та Сабріє Ереджепову називали «трьома соловейками».

## Вшанування
До 100-річчя від дня народження Зейнеп Люманової вийшла книга «Халкъ севгисини къазанчъан йырджы» (укр. Співачка, яка здобула любов народу), присвячена її життєвому та творчому шляху, авторства кримськотатарської дослідниці Зери Бекірової. Видання ґрунтується на особистих щоденниках співачки, які вона вела упродовж багатьох років. Книга була презентована 2018 року в Сімферополі.

## Особисте життя
Наприкінці 1930-х років познайомилася з майбутнім чоловіком — Якубом Еміновим. 1939 року народила сина Руслана. З 1945 року була у стосунках з журналістом і поетом Сейтумером Еміновим. Другий син — Сейран.